# Family Circle Cup 2002
Family Circle Cup 2002 — жіночий тенісний турнір, що проходив на відкритих кортах з ґрунтовим покриттям Family Circle Tennis Center у Чарлстоні (США). Належав до турнірів 1-ї категорії в рамках Туру WTA 2002. Це був 30-й за ліком Volvo Car Open. Тривав з 15 до 21 квітня 2002 року. Несіяна Іва Майолі здобула титул в одиночному розряді.

## Фінальна частина

### Одиночний розряд
Іва Майолі —  Патті Шнідер 7–6(7–5), 6–4

### Парний розряд
Ліза Реймонд /  Ренне Стаббс —  Александра Фусаї /  Кароліна Віс 6–4, 3–6, 7–6(7–4)